# Macário Melisseno
Macário Melisseno (em grego: Μακάριος Μελισσηνός; romaniz.: Makários Melissenós), nascido Macário Melissurgo (em grego: Μακάριος Μελισσουργός; romaniz.: Makários Melissurgós) foi um estudioso grego e metropolita de Monemvasia.

## Vida
Nascido Macário Melisseno na Moreia numa rica família proprietária de terras, Macário foi metropolita de Monemvasia. Em 1571, foi forçado a fugir de sua terra natal para a capital do Reino de Nápoles quando envolveu-se numa conspiração para uma revolta contra o Império Otomano no rescaldo da Batalha de Lepanto. Em Nápoles, mudou seu nome para Melisseno, ecoando à família aristocrática bizantina, e produziu vários trabalhos. Se sabe que faleceu na cidade em 1575.
Entre suas obras estão uma série de falsificações, incluindo uma bula dourada do imperador Andrônico II Paleólogo garantindo privilégios à sé de Monemvaria, uma história e descrição e uma lista de bispos de Monemvasia e uma lista de membros da família Melisseno. Também colaborou com André Darmário para produzir a Crônica Maior (1573–1575), uma revisão expandida da Crônica Menor de Jorge Frantzes com material adicional de Jorge Acropolita, Nicéforo Gregoras e outros estudiosos. Cobrindo o período de 1258 a 1477, é uma importante fonte histórica, particularmente por seu relato de testemunha ocular da Queda de Constantinopla de 1453, embora ainda existam dúvidas concernentes à autenticidade de seu material.